# Корор (штат)
Корор — штат с одноимённым городом, являющийся главным торговым центром Республики Палау. Он состоит из нескольких островов, наиболее известным из которых является остров Корор (также остров Ореор). Это самый густонаселенный штат Палау.

## История
В устной традиции Палау Корор является одним из детей Милада и, таким образом, занимает важное место в традиционных верованиях. Кроме того, Корор является домом клана Ибедул, верховного вождя Палау.
Несколько традиционных деревень в Короре охватывают вулканическую и скалистую части островов. Многие каменные платформы, одесонгель, служат клановыми кладбищами, а другие каменные объекты служат святынями. Лагуна является важным ресурсным районом и, вероятно, интенсивно эксплуатировалась в доисторические времена.
Первое наблюдение Корора, Бабелтуапа и Пелелиу было зафиксировано западными людьми во время испанской экспедиции Руи Лопеса де Вильялобоса в конце января 1543 года. Затем они были нанесены на карту как Los Arrecifes (рифы на испанском языке). В ноябре и декабре 1710 года эти три острова снова посетили и исследовали испанские миссионерские экспедиции под командованием мэра Сархенто Франсиско Падильи на борту патаче Сантисима Тринидад.
Два года спустя они были детально исследованы экспедицией испанского морского офицера Бернардо де Эгоя. Он был частью генерал-капитанства Филиппин, зависимого от вице-королевства Новая Испания. В 1919 году он стал столицей мандата Южных морей. Подполковник Эрл Хэнкок Эллис, первый директор разведки морской пехоты, умер на Короре в мае 1923 года. 7 октября 2006 года Нгерулмуд сменил Корор на посту столицы Палау.

## География
Штат Корор (население 11 444 по состоянию на 2015 год) содержит около 65 % населения страны. Здесь находится бывшая столица и крупнейший город, также называемый Корор или Корор Сити. Население города составляет 11 200 человек.
Помимо города Корор и города Меюнс, в штате Корор насчитывается в общей сложности 11 деревень:
- Днгеронгер
- Идид
- Икелау
- Иебукель
- Медаль
- Мекетии
- Нгаркесоал
- Нгербехед (Столица)
- Нгерчемай
- Нгеркебесанг
- Нгермид

Штат Корор простирается на большой части лагуны, простираясь от острова Бабелдаоб на севере почти до острова Белилиу на юге. Несмотря на широкое распространение, фактическая территория Корора невелика и состоит из сотен островов и островков, включая большую часть Скалистых островов Палау. Корор охватывает, пожалуй, самый разнообразный географический диапазон в Микронезии с множеством различных видов физических и социальных условий. В северной части государства находятся три вулканических острова: Корор, Нгерекебесанг (Аракабесан) и Нгемелахель.
На острове Корор интенсивное землепользование в течение последних двух столетий радикально изменило форму земли. Большая часть растительности была расчищена для строительства домов или разбита в садах. Крутые склоны имеют густые вторичные заросли. На острове Нгерекебесанг землепользование не было таким интенсивным, и районы на северо-западном побережье содержат насаждения вулканических островных лесов. На юге Скалистые острова предлагают пейзаж, который кажется невероятным. Скалистые острова состоят из поднятого кораллового известнякового рифа со срезными скалами, возвышающимися над характерной отметкой на уровне моря. Небольшие пляжи образовались в нескольких бухтах и обеспечивают доступ к внутренним районам. Земля не покрыта почвой, а вместо этого состоит из острых кусков рифа, которые откололись от скал и шпилей, выступающих ввысь в непредсказуемом лабиринте. Острова покрыты скалистым островным лесом и виноградными лозами, цепляющимися за расщелины в известняке. Местами карстовые воронки содержат морские озера, а в других местах карстовые воронки содержат выдуваемую ветром почву.
В настоящее время большая часть земли в Короре вовлечена в городскую застройку с садами вперемешку с домами и бизнесом. Скалистые острова предлагают ценные районы для эксплуатации богатой лагуны, а также для развития туристической индустрии.
Корор ранее был столицей мандата Южных морей, подмандатной территории Лиги Наций, управляемой Японской империей.

## Демография
В 2015 году из 17 661 человека, проживающего в Палау, 65 % или 11 444 проживали в штате Корор. Средний возраст жителя округа 33,5 лет. Официальными языками государства являются палауский и английский.
В июне 1972 года постоянное население составляло 6032 человека.

## Образование
Школы в Короре, находящиеся в ведении Министерства образования, включают:
- Средняя школа Палау
- Начальная школа Корора — она открылась в 1945 году после Второй мировой войны. Нынешнее здание открылось в 1969 году, когда тайфун «Салли» разрушил предыдущее.
- Начальная школа Джорджа Б. Харриса в восточной части Корора — названная в честь члена команды по регистрации земли Палау, она была построена в 1964 году для разгрузки начальной школы Корор.
- Начальная школа Меюнс в Меюнсе — она была построена примерно в 1969 году и расширена в 1973 году. Он был основан после того, как тайфун «Салли» разрушил начальную школу Корор, где ранее учились ученики Меюнса. Администрация подопечной территории островов Тихого океана ранее не была заинтересована в строительстве школы в Мелюнсе.

## Экономика
Штаб-квартира Belau Air находится в Короре, как и недолго просуществовавшая авиакомпания Pacific Flyer в 2010 году.

### Туризм

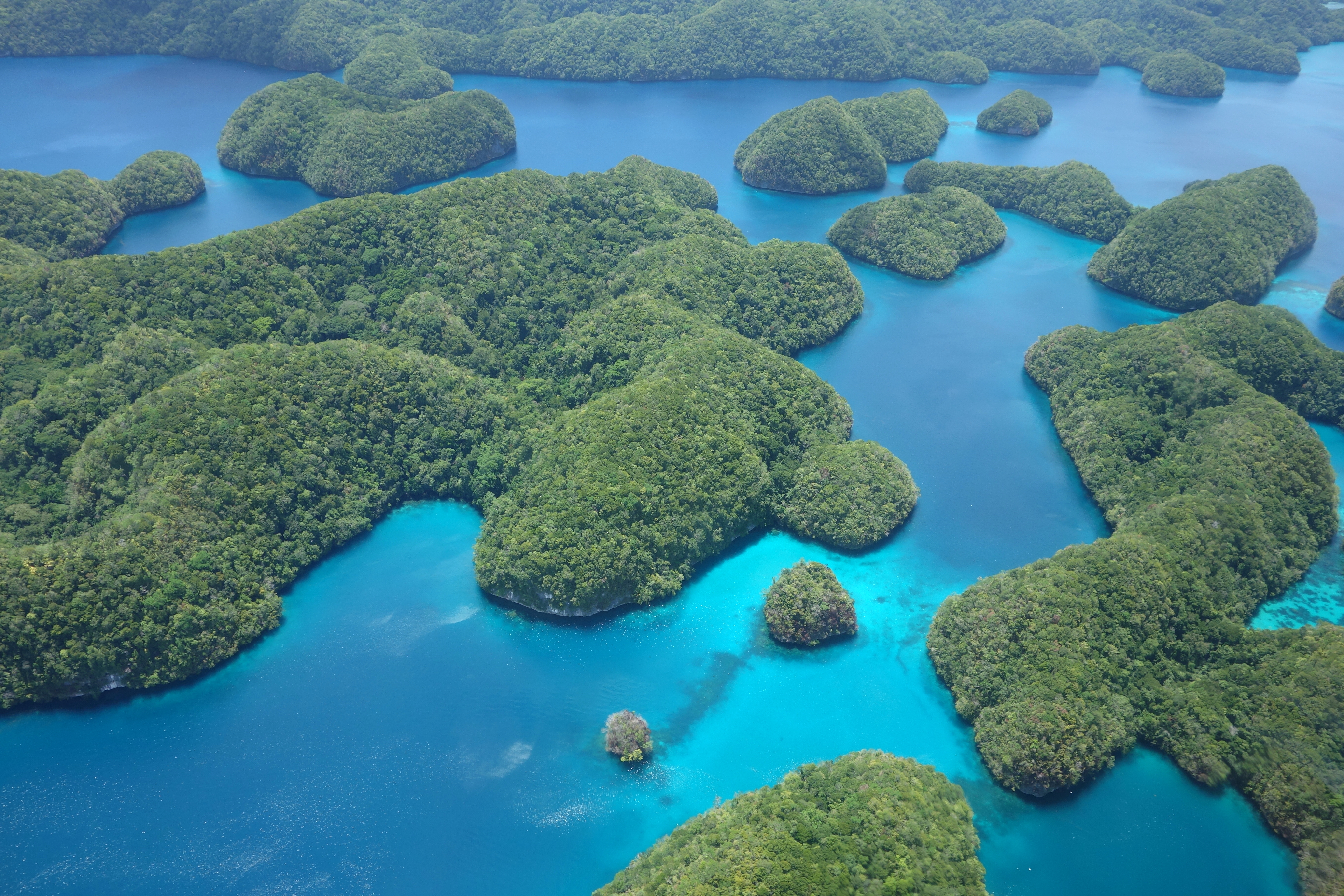
Рок-Айлендс, штат Корор

Большая часть экономики Палау приходится на туризм. Скалистые острова Палау расположены на территории штата. Магазины и центры подводного плавания расположены по всему Корору. Отели, бары, рестораны, кафе и курорты — все это доступно. Dolphins Pacific, крупнейший в мире исследовательский центр дельфинов, открыт для туристов, заинтересованных в плавании и общении с дрессированными дельфинами. Большинство туристов на Палау останавливаются в Короре, который является центром курортных услуг Палау и оснащен современными удобствами. В Короре есть предприятия, которые обслуживают носителей многих языков.
К 2001 году тюрьма Корор, единственное исправительное учреждение Палау, стала туристическим направлением благодаря заключенным, которые создают и продают сложные деревянные раскадровки в торговом центре, расположенном на территории тюрьмы.
Тюрьма состоит из трех сооружений и окружена восьмифутовым забором из проволочной сетки и восьмифутовой бетонной стеной.

## Политическая система
Корор имеет свою собственную конституцию, принятую в 1983 году. Правительство штата было создано в 1983 году. В штате Корор избирается глава исполнительной власти, губернатор. В штате также есть законодательное собрание, избираемое каждые четыре года. Население штата избирает одного из членов Палаты делегатов Палау.

## Транспорт

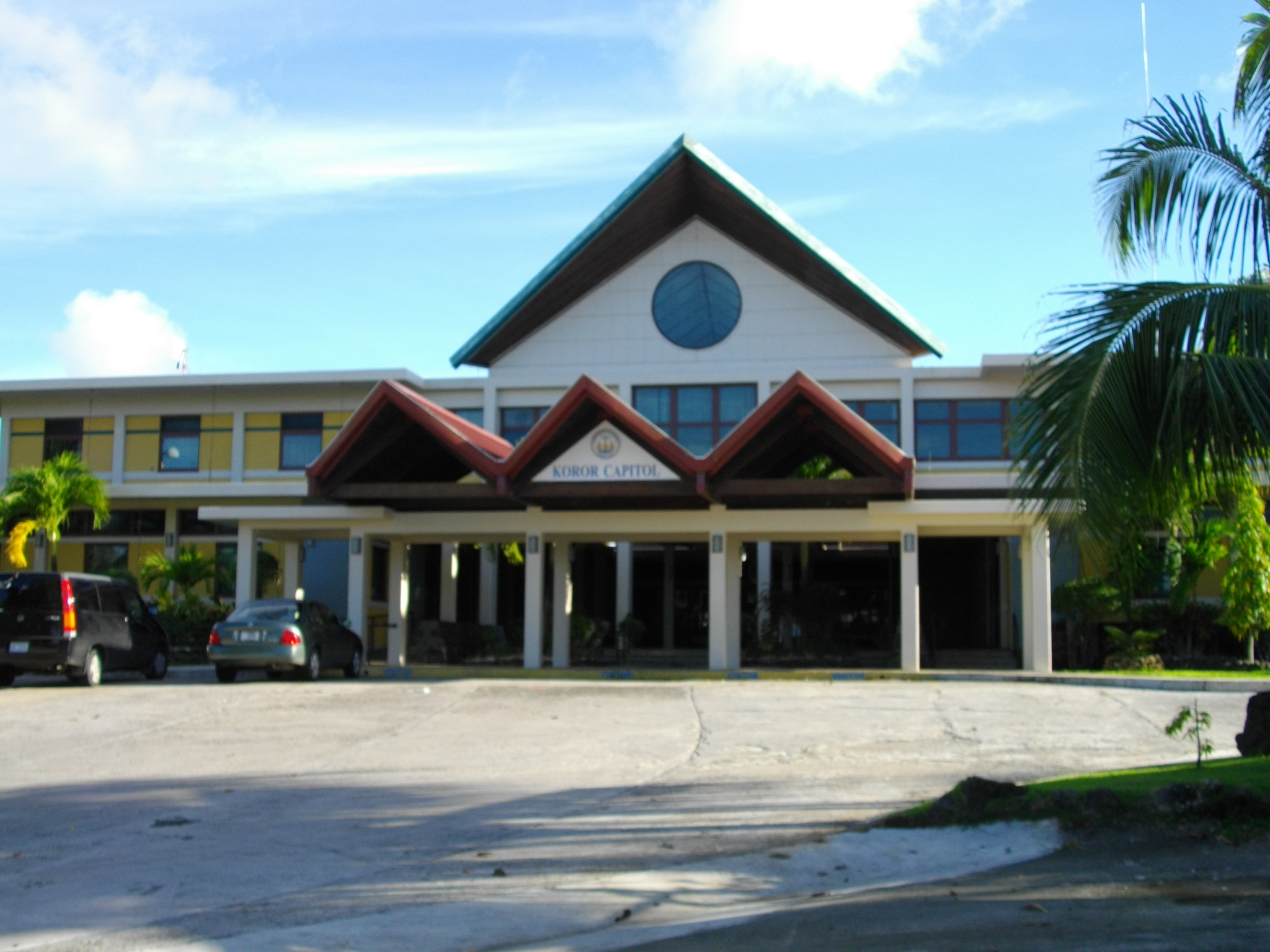
Здание правительства штата Корор

Остров Корор соединен мостами с тремя соседними островами:
- Остров Нгерекебесанг, место второго по величине города Палау, Меюнс, в восточной части острова, с населением 1200 человек.
- Остров Малакаль, место порта Корора.
- Остров Корор также связан мостом Корор-Бабелдаоб со штатом Айрай на острове Бабелдаоб, где расположен международный аэропорт Палау.

Главная дорога проходит через Корор вдоль центрального хребта, от моста Корор-Бабелдаоб на востоке до его западного конца в Медалайи. Сеть второстепенных дорог простирается через жилые районы, а дамбы соединяют Корор с островами Нгерекебесанг и Нгемелахель. Доковые сооружения находятся на северном побережье в Мекетии и на южном побережье в Медалайи. Главный портовый объект Палау расположен на восточной стороне острова Нгемелахель. Малакальская гавань предлагает защищенную глубоководную якорную стоянку и постоянно используется с 1840-х годов. Большинство товаров, которые можно найти во многих магазинах по всему Палау, поступают через этот порт.

## Климат
В Короре климат тропических лесов соответствует классификации климата Кёппена. В городе выпадает необычайное количество осадков ежегодно, в среднем около 3750 мм (148 дюймов) осадков ежегодно в течение 263,4 дней с осадками. Как и во многих районах с этим типом климата, температура остается относительно постоянной в течение года, составляя в среднем около 27 °C (81 °F). 22 марта 2018 года в Короре была зафиксирована температура 35,0 °C (95,0 °F), что является самой высокой температурой, когда-либо зарегистрированной в Палау.
| Показатель                                                    | Янв. | Фев. | Март | Апр. | Май  | Июнь | Июль | Авг. | Сен. | Окт. | Нояб. | Дек. | Год   |
| ------------------------------------------------------------- | ---- | ---- | ---- | ---- | ---- | ---- | ---- | ---- | ---- | ---- | ----- | ---- | ----- |
| Абсолютный максимум, °C                                       | 34   | 34   | 35   | 34   | 34   | 35   | 34   | 34   | 33   | 34   | 34    | 34   | 35    |
| Средний максимум, °C                                          | 31,3 | 31,2 | 31,6 | 31,9 | 31,8 | 31,4 | 30,9 | 30,8 | 31,0 | 31,3 | 31,8  | 31,4 | 31,3  |
| Средняя температура, °C                                       | 27,9 | 27,7 | 27,9 | 28,3 | 28,3 | 27,9 | 27,7 | 27,7 | 27,8 | 28,1 | 28,3  | 28,1 | 28,0  |
| Средний минимум, °C                                           | 24,4 | 24,3 | 24,4 | 24,7 | 24,8 | 24,5 | 24,4 | 24,7 | 24,6 | 24,8 | 24,7  | 24,6 | 24,6  |
| Абсолютный минимум, °C                                        | 21   | 22   | 21   | 21   | 22   | 22   | 21   | 21   | 21   | 22   | 21    | 22   | 21    |
| Норма осадков, мм                                             | 22,4 | 19,8 | 19,0 | 19,5 | 22,9 | 25,3 | 23,8 | 21,1 | 20,9 | 20,9 | 23,2  | 24,9 | 263,7 |
| Источник: NOAA относительная влажность и солнце 1961−1990 гг. |      |      |      |      |      |      |      |      |      |      |       |      |       |

## Известные жители
- Абба Тулле
- Франко Гиббонс
- Джон К. Гиббонс
- Принц Ли Бу (1764—1784)
- Руби Джой Габриэль, олимпийская легкоатлетка
- Ёситака Адати
- Ютака Гиббонс